# Höglosmen
Höglosmen est une île de Suède située dans la mer Baltique. Elle dépend de la paroisse de Nordingrå, dans la commune de Kramfors (ancienne province d'Ångermanland). Elle fait partie de la réserve naturelle de Högbonden, créée en 1987 et comprenant 347 hectares (dont 88 de terres), qui comprend aussi les îles de Högbonden et Furan.

## Histoire
À l'ouest de l'île a existé, jusqu'au XVIIIe siècle, un village de pêcheurs appelé Grönviken qui a été utilisé par les pêcheurs de Gävle. Le village eut une chapelle à partir de 1659, mais celle-ci fut déplacée à Bönhamn quand la pêche prit fin.

## Sources
- (sv) Cet article est partiellement ou en totalité issu de l’article de Wikipédia en suédois intitulé « Högbondens naturreservat » (voir la liste des auteurs).